# Archibald Douglas, 3. Earl of Douglas

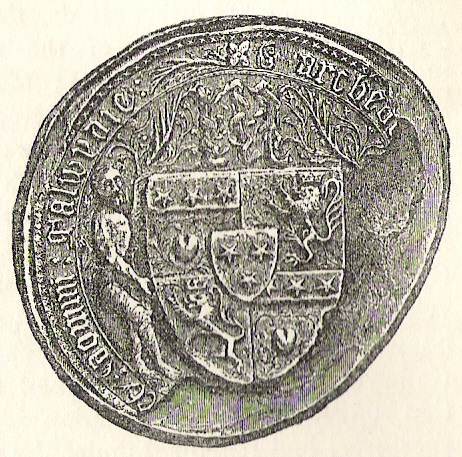
Siegel von Archibald the Grim

Wappen Archibalds. Er ergänzte das Wappen seiner Familie Douglas um den gekrönten Löwen der Herrschaft Galloway und im Herzschild um das Wappen des Clan Murray, der Familie seiner Gattin

Archibald Douglas, 3. Earl of Douglas, genannt the Grim (der Grimmige) (* um 1325; † um 24. Dezember 1400 in Threave) war ein schottischer Adliger.
Archibald war ein unehelicher Sohn des Generals und Heerführers Sir James, Laird of Douglas (1286–1330).
Archibald kämpfte auf französischer Seite in der Schlacht bei Maupertuis am 19. September 1356 und wurde spätestens 1357 zum Ritter geschlagen. Er war Lord Warden of the Marches seit 1368 und war einer der Hauptverantwortlichen für den Friedensvertrag mit England vom 16. Juli 1390. 1369 erwarb der die feudale Baronie Galloway und ließ dort im Folgejahr Threave Castle errichten.
1372 kaufte er die Ländereien des Thomas Fleming, 2. Earl of Wigtown. Ob hiermit auch der formelle Erwerb des Titels Earl of Wigtown verbunden war, ist unklar, jedenfalls erwarb er für sich und seine Erben die faktische Herrschaft über Wigtownshire.
Die Ländereien seines Vaters waren 1330 an Archibalds Halbbruder William of Douglas gefallen und nach dessen Tod in der Schlacht von Halidon Hill 1333, wegen Archibalds illegitimer Geburt, an seinen Onkel Hugh of Douglas († um 1347) und weiter an seinen Vetter William Douglas, 1. Earl of Douglas († 1384) gelangt. Beim Tod von dessen Sohn James Douglas, 2. Earl of Douglas erbte schließlich 1388 Archibald die Besitzungen der Familie einschließlich des Stammsitzes Douglas Castle sowie den Titel 3. Earl of Douglas.

## Ehe und Nachkommen
Er heiratete Joan, Erbin der feudalen Baronie Bothwell und Tochter des Maurice Moray, 1. Earl of Strathearn. Mit ihr hatte er die folgenden Kinder:
- Archibald the Tyneman (1369–1424), 4. Earl of Douglas, Duc de Touraine, Marschall von Frankreich
- Marjory († 1420) ⚭ (1) David Stewart, 1. Duke of Rothesay, ⚭ (2) Sir Walter Haliburton
- Eeanor ⚭ Sir Alexander Fraser of Philorth
- James the Gross (1371–1443), 1. Earl of Avondale, 7. Earl of Douglas
- William († 1392), Laird of Galloway and Nithdale ⚭ Egidia Stewart, Tochter des Königs Robert II. von Schottland